# Copa d'Europa de Beisbol
La Copa d'Europa de Beisbol és la màxima competició oficial de beisbol per a clubs que es disputa a Europa. Té periodicitat anual. És organitzada per la Confederació del Beisbol Europeu i es disputa des de l'any 1963 i el primer campió fou el Picadero Jockey Club.

## Historial
- 1963:  Picadero Jockey Club
- 1964:  Piratas de Madrid
- 1965:  Simmenthal Nettuno
- 1966:  Haarlem Nicols
- 1967:  Piratas de Madrid
- 1968:  Picadero Damm
- 1969:  Europhon Milano
- 1970:  Europhon Milano
- 1971:  Milano BC
- 1972:  Glen Grant Nettuno
- 1973:  Amaro Montenegro Fortitudo Bologna
- 1974:  Haarlem Nicols
- 1975:  Haarlem Nicols
- 1976:  Derbigum Rimini
- 1977:  Germal Parma
- 1978:  Germal Parma
- 1979:  Derbigum Rimini
- 1980:  Parmalat Parma
- 1981:  Parmalat Parma
- 1982: no es disputà
- 1983:  Parmalat Parma
- 1984:  World Vision Parma
- 1985:  Be.Ca. Carni Fortitudo Bologna
- 1986:  World Vision Parma
- 1987:  World Vision Parma
- 1988:  World Vision Parma
- 1989:  Ronson Lenoir Rimini
- 1990:  Haarlem Nicols
- 1991:  S.C.A.C. Nettuno
- 1992:  Cariparma Angels
- 1993:  ADO Den Haag
- 1994:  Levi's Neptunus Rotterdam
- 1995:  Cariparma Angels
- 1996:  Tropicana Neptunus Rotterdam
- 1997:  Caffè Danesi Nettuno
- 1998:  CUS Cariparma
- 1999:  CUS Cariparma
- 2000:  DOOR Neptunus Rotterdam
- 2001:  DOOR Neptunus Rotterdam
- 2002:  DOOR Neptunus Rotterdam
- 2003:  DOOR Neptunus Rotterdam
- 2004:  DOOR Neptunus Rotterdam
- 2005:  Grosseto Orioles
- 2006:  San Marino BC
- 2007:  Corendon Kinheim Haarlem